# ساندرا سيسنيروس
ساندرا سيسنيروس (بالإنجليزية: Sandra Cisneros)‏ (20 ديسمبر 1954، شيكاغو في الولايات المتحدة)؛شاعرة، كاتِبة وروائية مكسيكية أمريكية. اشتهرت بروايتها الأولى «ذا هاوس أون مانغو ستريت 1983» ومجموعة القصص القصيرة اللاحقة لها «وومن هوليرينغ كريك آند آذر ستوريز1991». يختبر عملها النماذج الأدبية ويتحرى عن مواقع الموضوعات الناشئة، والتي تعزوها سيسنيروس نفسها إلى نشوئها في بيئة من الاختلاط الثقافي واللامساواة الاقتصادية التي وهبتها قصصًا فريدة لترويها. حصلت على العديد من الجوائز بما فيها زمالة الصندوق الوطني للفنون، ونالت واحدة من 25 زمالة جديدة لفن التغيير من مؤسسة فورد في عام 2017، وتعتبر شخصية رئيسية في الأدب المكسيكي الأمريكي.
وفرت حياة سيسنيروس الباكرة العديد من التجارب التي استفادت منها لاحقًا ككاتبة، إذ نشأت كابنة وحيدة في عائلة مكونة من ستة أشقاء ذكور، مما جعلها تشعر في كثير من الأحيان بالعزلة، وغرست فيها هجرة عائلتها المستمرة بين المكسيك والولايات المتحدة شعورًا بكونها «دائمًا بين دولتين ... ولكن لا تنتمي لأي من الثقافتين». تتناول أعمال سيسنيروس تكوين الهوية المكسيكية الأمريكية، وتستكشف تحديات الوقوع بين الثقافات المكسيكية والأنجلو-أمريكية، ومواجهة مواقف كره المرأة الموجودة في كلتي هاتين الثقافتين، والمعاناة من الفقر. نظرًا لنقدها الاجتماعي المتبصر وأسلوبها النثري القوي، حظيت سيسنيروس باحترام امتد ليتجاوز المجتمعات المكسيكية الأمريكية واللاتينية، لدرجة أن تُترجم راوية «ذا هاوس أون مانغو ستريت» في جميع أنحاء العالم وتُدرَّس في الفصول الدراسية الأمريكية باعتبارها رواية التشكيل.
شغلت سيسنيروس العديد من المناصب المهنية، إذ عملت كمدرّسة ومستشارة وموظفة جامعي وشاعرة في المدارس ومديرة للفنون، وحافظت على التزام قوي بالقضايا المجتمعية والأدبية. في عام 1998 أسست ورشة عمل ماكوندو للكتاب، والتي توفر ورش عمل واعية اجتماعيًا للكتاب. وأسست في عام 2000 «مؤسسة ألفريدو سيسنيروس ديل مورال» التي تمنح جوائز للكتاب الموهوبين المرتبطين بتكساس. تقيم سيسنيروس حاليًا في المكسيك.

## النشأة والتعليم
وُلدت سيسنيروس في شيكاغو بولاية إلينوي في 20 ديسمبر 1954، وترتيبها الثالث بين سبعة أطفال، وهي الابنة الوحيدة الناجية. واعتبرت نفسها «الرقم الغريب بين مجموعة من الرجال». عزف جد سيسنيروس الأكبر على البيانو للرئيس المكسيكي وكان ذو خلفية ثرية، لكنه قامر بثروات عائلته. كان جدها لأبيها من المحاربين القدامى في الثورة المكسيكية، واستخدم الأموال التي كان قد ادخرها ليتيح لوالدها ألفريدو سيسنيروس دي مورال فرصة الذهاب إلى الجامعة. وعلى الرغم من ذلك وبعد رسوبه في عدة مواد بسبب ما وصفه سيسنيروس «قلة اهتمام» بالدراسة، فرَّ ألفريدو إلى الولايات المتحدة هربًا من غضب والده. أثناء تجواله في جنوب الولايات المتحدة مع شقيقه، زار ألفريدو شيكاغو حيث قابل «إلڤيرا كورديرو آنغويانو». استقر الزوجان بعد الزواج في أحد أفقر أحياء شيكاغو. وكتبت روبن غانز (كاتب السيرة الذاتية لسيسنيروس) أن سيسنيروس أقرت أن اسم عائلة والدتها جاء من خلفية متواضعة للغاية، حيث تعود جذورها إلى غواناخواتو في المكسيك، في حين أن والدها كان موضع إعجاب أكثر.
بدأ والد سيسنيروس العمل كمنجد لإعالة أسرته، وبدأ ب «هجرة دائرية إلزامية بين شيكاغو ومدينة مكسيكو وأصبح هذا النمط سائدًا في طفولة سيسنيروس». كانت عائلتهم تتنقل باستمرار بين البلدين، مما استلزم إيجادهم أماكن جديدة للعيش فيها بالإضافة إلى إيجاد مدارس للأطفال. في نهاية المطاف، تسبب عدم الاستقرار في انقسام الأخوة الستة إلى مجموعات ثنائية، تاركًا إياها تعبر عن نفسها بصفتها الشخص المعزول. تفاقمت مشاعر الاستبعاد من الأسرة لديها بسبب والدها، الذي أشار إليهم بعبارة «أولاده الستة وابنته الوحيدة» بدلًا من «أطفاله السبعة». تلاحظ غانز أن الشعور بالوحدة لدى سيسنيروس في الطفولة كان له دورًا أساسيًا في تكوين شغفها بالكتابة فيما بعد. كان التأثير الأنثوي القوي الوحيد في حياة سيسنيروس هو والدتها إلڤيرا التي كانت قارئةً شرهة وأكثر استنارة ووعيًا اجتماعيًا من والدها. وفقًا لغانز وعلى الرغم من أن إلڤيرا كانت كثيرة الاعتماد على زوجها ومقيدة جدًا في فرصها لتحقيق إمكاناتها الخاصة، إلا أنها حرصت ألا تعاني ابنتها من نفس المساوئ التي عانت هي منها.
قدمت عائلتها دفعة مقدمة على منزلهم الواقع في هومبولت بارك -وهو حي غالبية سكانه من بورتوريكو في الجانب الغربي من شيكاغو- عندما كانت في الحادية عشرة من عمرها. أصبح هذا الحي وشخصياته لاحقًا مصدر إلهام لرواية سيسنيروس «ذا هاوس أون مانغو ستريت». أما بالنسبة للمدرسة الثانوية، فقد التحقت سيسنيروس بأكاديمية جوزفينوم، وهي مدرسة كاثوليكية صغيرة للفتيات. ووجدت هناك حليفًا لها ساعدها في كتابة قصائد عن حرب فيتنام. على الرغم من أن سيسنيروس كتبت قصيدتها الأولى في حوالي سن العاشرة، أصبحت -بتشجيع من معلمها- معروفة بكتابتها على مدى سنوات دراستها الثانوية. كتبت الشعر في المدرسة الثانوية وكانت رئيسة تحرير المجلة الأدبية، لكنها حسب رأيها لم تبدأ بالكتابة حقًا حتى أول مادة لها في الكتابة الإبداعية في الكلية عام 1974. وبعد ذلك استغرقها الأمر بعض الوقت لتعثر على أسلوبها الخاص، وتوضح قائلة: «لقد رفضت ما كان في متناول اليد وحاكيت أساليب الشعراء الذين أعجبت بهم في الكتب فقد كانت أساليب الذكور الكبار مثل جيمس رايت وريتشارد هوجو وثيودور روثك غير مناسبة لي.»
نالت سيسنيروس درجة البكالوريوس في الآداب من جامعة لويولا في شيكاغو في عام 1967، ونالت درجة الماجستير في الفنون الجميلة من «ورشة عمل كتّاب لوا» في جامعة لوا في عام 1978. اكتشفت سيسنيروس أثناء مشاركتها في ورشة العمل كيف أن المكانة الاجتماعية الخاصة التي تتمتع بها أعطى كتابتها إمكانات فريدة. تتذكر أنها فوجئت بالاختلافات بينها وبين زملائها: «لم يكن الأمر كما لو أنني لم أكن أعرف من أكون، علمت بأنني امرأة مكسيكية، لكنني لم أكن أعتقد أن هذا الأمر له علاقة بشعوري الشديد بانعدام التوازن في حياتي في حين كان له العلاقة! عِرقي وجنسي وصفي! ولم يكن الأمر منطقيًا حتى تلك اللحظة وأنا جالسة في تلك الندوة، وهنا قررت أنني سأكتب عن شيء يستطيع زملائي أن يكتبوا عنه أفضل مني.». تكيفَت مع الشرائع الأدبية الأمريكية وتبنت أسلوبًا للكتابة يتعارض عمدًا مع أسلوب زملائها في الفصل، مدركة أنه بدلًا من أن يكون ذلك شيئًا يفترض أن تخجل منه، كانت بيئتها الثقافية الخاصة مصدرًا للإلهام. ومنذ ذلك الحين، كانت تكتب عن «جيرانها والناس الذين رأتهم والفقر الذي عانت منه النساء.»
تقول سيسنيروس عن هذه اللحظة:
«بالنسبة لي، بدأت الرحلة هناك وحينها بدأت عن عمد بالكتابة عن كل الأشياء في ثقافتي التي كانت مختلفة عنهم -القصائد التي تمثل أصوات المدينة- الجزء الأول من قصيدة طرق شريرة جدًا «ويكيد ويكيد وايز» والقصص في هاوس أون مانغو ستريت. أعتقد أنه من المثير للسخرية أنه في الوقت الذي كنت أترك فيه عمليًا مؤسسةً تعليمية، بدأت أدرك الطرق التي خذلتني بها تلك المؤسسات. بالاعتماد على الثقافة والمحادثات المكسيكية والجنوبية الغربية الشعبية في شوارع المدينة، كتبت سيسنيروس لتنقل عن حياة الأشخاص الذين عُرفت بهم. وصفت الناقدة الأدبية جاكلين دويل شغف سيسنيروس بسماع القصص الشخصية التي يرويها الناس والتزامها بالتعبير عن أصوات الأشخاص المهمشين من خلال عملها، مثل «الآلاف من النساء الصامتات» اللاتي صُوِّر كفاحهن في رواية «ذا هاوس أون مانغو ستريت».
بعد خمس سنوات من حصولها على شهادة الماجستير في الفنون الجميلة، عادت إلى جامعة لويولا في شيكاغو، حيث سبق أن حصلت منها على درجة البكالوريوس في اللغة الإنجليزية لتعمل كمساعد إداري. قبل هذه الوظيفة، عملت في حي شعبي فقير «باريو» في شيكاغو، إذ قامت بتدريس المتسربين من المدارس الثانوية في المدرسة الثانوية للشباب اللاتيني. من خلال هذه الوظائف، اكتسبت المزيد من الخبرة في مشاكل الشباب اللاتينيين الأمريكيين.

## الحياة اللاحقة والمهنة

### التدريس
بالإضافة إلى كونها مؤلفة وشاعرة، شغلت سيسنيروس مناصب أكاديمية وتدريسية عديدة. في عام 1978 وبعد أن نالت شهادة الماجستير في الفنون الجميلة، درّست المتسربين من المدارس الثانوية في المدرسة الثانوية للشباب اللاتيني في شيكاغو. أمن لها نشر رواية «ذا هاوس أون مانغو ستريت» في عام 1984 تعاقبًا في مناصبها ككاتبة مقيمة في الجامعات في الولايات المتحدة، إذ درست الكتابة الإبداعية في مؤسسات مثل جامعة كاليفورنيا وبيركلي وجامعة ميشيغان. كانت فيما بعد كاتبة مقيمة في جامعة «آور ليدي أوف ذا ليك» في سان أنطونيو، تكساس. عملت سيسنيروس أيضًا كموظفة جامعية ومديرة للفنون.

### العائلة
تقيم سيسنيروس حاليًا في سان ميغيل دي الليندي، وهي مدينة تقع في وسط المكسيك، ولكنها عاشت وكتبت لسنوات في سان أنطونيو في تكساس، في منزلها «الوردي مكسيكي النمط» المثير للجدل إلى حد ما مع «العديد من المخلوقات الصغيرة والكبيرة». في عام 1999 عندما سألت بيلار إي.رودريغيز أراندا سيسنيروس في مقابلة لصالح مجلة «أمريكاز ريفيو» لماذا لم تتزوج أبدًا أو تؤسس عائلة، أجابت سيسنيروس: «لم أر قط زواجًا سعيدًا بقدر سعادتي بعيشي لوحدي. كتاباتي هي طفلي ولا أريد أن يفرق بيننا أي شيء.». وأسهبت في مكان آخر أنها تستمتع بالعيش لوحدها لأن ذلك يعطيها وقتًا للتفكير والكتابة. في مقدمة الطبعة الثالثة من كتاب «بوردرلاندس/لا فرونتيرا: ذا نيو ميستيزا» للكاتبة غلوريا إي.أنزالدا، كتبت سيسنيروس: «لهذا السبب انتقلت من إلينوي إلى تكساس. حتى يتيح الأقارب والعائلة لي الحرية للاختفاء إلى نفسي، لكي أعيد خلق نفسي إذا اضطررت إلى ذلك. كلاتينيين يجب علينا ذلك... لأن الكتابة تشبه أن تضع رأسك تحت الماء».

### عملية الكتابة
غالبًا ما تتأثر كتابة سيسنيروس بتجاربها الشخصية وبملاحظة العديد من الأشخاص في مجتمعها. كانت ذات مرة قد ائتمنت الكتّاب الآخرين في مؤتمر في «سانتا فيي» أنها تكتب «قصاصات من الحوار أو المناجاة وتسجل المحادثات التي تسمعها أينما ذهبت». ثم تُخلَط هذه القصاصات وتُربط ببعضها لتَخلِق قصصها. غالبًا ما تأتي بأسماء شخصياتها من دليل هاتف سان أنطونيو، «تقلب صفحات القوائم بحثًا عن اسم أخير، ثم تكرر العملية للحصول على الاسم الأول».  من خلال الخلط والربط تتأكد أنها لا تخصص اسم أي شخص أو قصة حقيقية، ولكن في نفس الوقت نُسَخها من الشخصيات والقصص معقولة.
وجدت سيسنيروس نفسها ذات مرة منغمسة في شخصيات كتابها «وومن هوليرينغ كريك» حتى بدأت بالتغلغل في عقلها الباطن. وذات مرة كانت تكتب قصة «آيز أوف زاباتا»، استيقظت «في منتصف الليل، مقتنعة في تلك اللحظة أنها إينيس، العروس الشابة للحركة الثورية المكسيكية. أصبحت محادثتها مع زاباتا في الحلم حوارًا لتلك الشخصيات في قصتها».  
تعتبر ثقافتها الثنائية ولغتها الثنائية أيضًا جوانب مهمة جدًا لكتابتها. اقتبست روبن غانز عن سيسنيروس قولها إنها ممتنة لامتلاكها «ضعف عدد الكلمات التي تستطيع أن تختار منها... وطريقتين للنظر إلى العالم»، وقد أشارت غانز إلى «مجال خبرتها الواسع» واصفة إياه «سيفًا ذو حدين»، فقد أعطت قدرة سيسنيروس على التحدث بلغتين والكتابة عن كلتي ثقافتيها موقعًا فريدًا لا تستطيع من خلاله أن تروي قصتها فحسب بل قصص من حولها أيضًا.

### إرث المجتمع
لعبت سيسنيروس دورًا أساسيًا في بناء مجتمع قوي في سان أنطونيو إلى جانب فنانين وكتاب آخرين من خلال عملها مع مؤسسة ماكوندو ومؤسسة ألفريدو سيسنيروس ديل مورال.  تعمل مؤسسة ماكوندو، التي سميت على اسم المدينة في كتاب غابرييل غارسيا ماركيز بعنوان «مئة عام من العزلة»، «مع كتاب متفانين وشغوفين ينظرون إلى أعمالهم ومواهبهم كجزء من مهمة أكبر تتمثل في بناء المجتمع والتغيير الاجتماعي غير العنيف». تأسست رسميًا في عام 2006، وبدأت المؤسسة في عام 1998 كورشة عمل صغيرة أُقيمت في مطبخ منزل سيسنيروس. تجمع ورشة عمل كتاب ماكوندو -التي أصبحت من ذلك الحين حدثًا سنويًا- كتّاب «يعملون على الحدود الجغرافية والثقافية والاقتصادية والاجتماعية والروحية» ونمت من 15 مشاركًا إلى أكثر من 120 مشاركًا في السنوات التسعة الأولى. تعمل حاليًا من جامعة ليدي أوف ذا ليك في سان أنطونيو، وتقدم مؤسسة ماكوندو جوائز مثل جائزة غلوريا إي.أنزالدا ميلاغرو تكريمًا لذكرى أنزالدا، وهي كاتبة مكسيكية أمريكية زميلة توفيت في عام 2004، وذلك بتزويد الكتّاب المكسيكيين الأمريكيين بالدعم حين يحتاجون بعض الوقت ليشفى «جسدهم أو قلبهم أو روحهم»، وجائزة إلفيرا كورديرو سيسنيروس التي تم إنشاؤها في ذكرى والدة ساندرا سيسنيروس. تقدم ماكوندو خدمات للكتاب الأعضاء مثل التأمين الصحي وفرصة المشاركة في برنامج الإقامة في مدينة كازا آزول. يوفر برنامج الإقامة للكتاب غرفة مفروشة ومكتب في كازا آزول، في منزل أزرق مقابل الشارع حيث تعيش سيسنيروس في سان أنطونيو، والذي هو أيضًا مقر لمؤسسة ماكوندو. أثناء إنشاء هذا البرنامج، «تخيلت سيسنيروس مدينة كازا آزول كمكان يمكّن أعضاء مؤسسة ماكوندو من أن يبتعدوا عن تشتت الحياة اليومية ويملكوا غرفة خاصة بعملية التأمل الداخلي العاطفي والثقافي والروحي».
أنشأت سيسنيروس مؤسسة ألفريدو سيسنيروس ديل مورال في عام 2000، وسميت المؤسسة باسم والدها. «منحت المؤسسة أكثر من 75500 دولار للكتاب المولودين في تكساس، ويكتبون عن تكساس، أو يعيشون فيها منذ عام 2007». وتهدف إلى تكريم ذكرى والد سيسنيروس من خلال عرض الكتاب الذين يفخرون بمهنتهم كما كان ألفريدو فخورًا بمهنته كمنجد.

## روابط خارجية
- ساندرا سيسنيروس على موقع الموسوعة البريطانية (الإنجليزية)
- ساندرا سيسنيروس على موقع إن إن دي بي (الإنجليزية)